# Amerikanische Teichrose
Die Amerikanische Teichrose (Nuphar advena) ist eine Pflanzenart aus der Familie der Seerosengewächse (Nymphaeaceae).

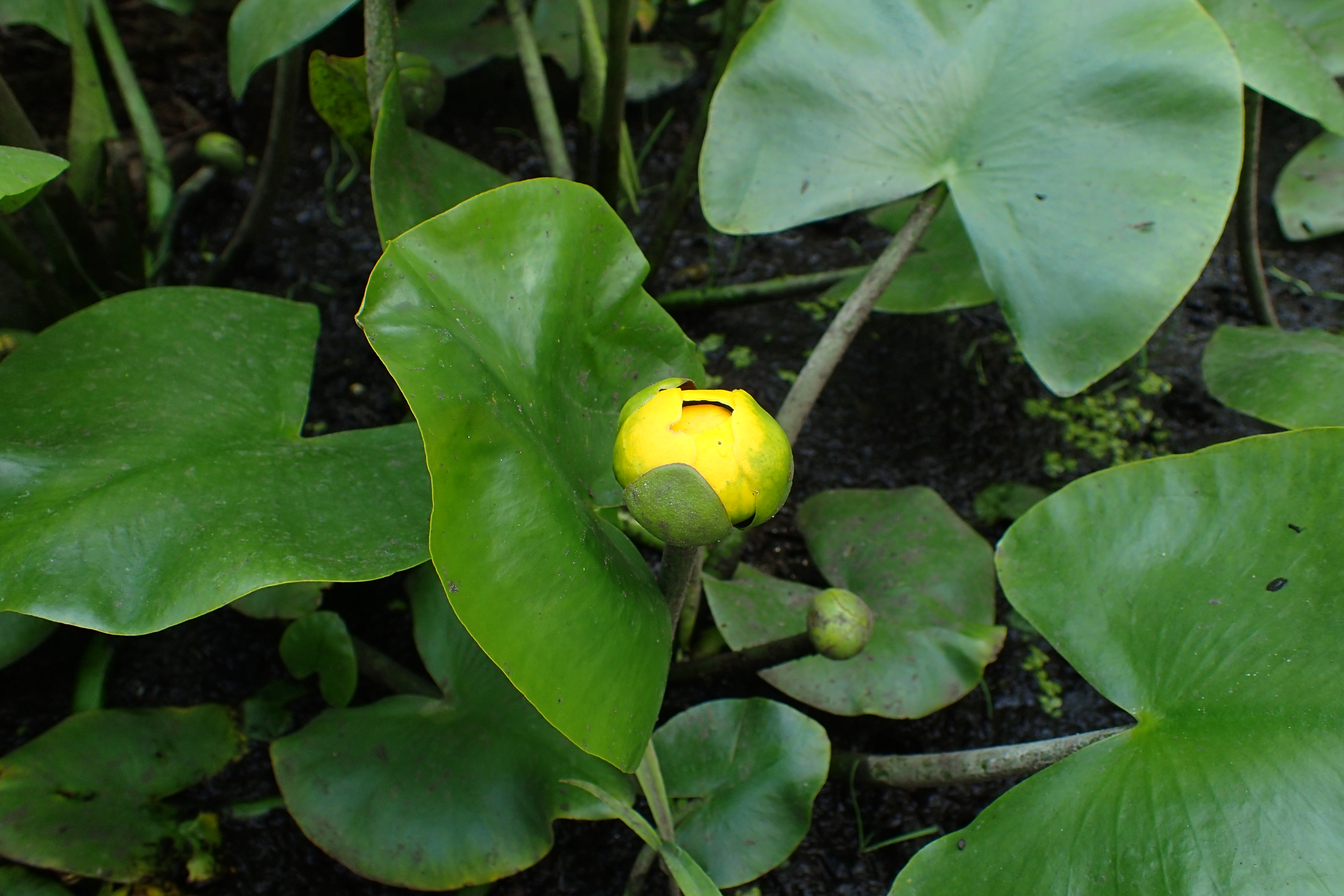
Amerikanische Teichrose (Nuphar advena)

## Merkmale
Die Amerikanische Teichrose ist eine ausdauernde Wasserpflanze mit einem Rhizom, das meist einen Durchmesser von 5 bis 10 cm aufweist und in Wassertiefen von 70 bis 80 Zentimeter wächst. Der Blattstiel ist rund oder oberseits schwach abgeflacht. Die Schwimmblattspreite ist breit eiförmig bis fast kreisförmig, misst 12 bis 40 × 7 bis 30 Zentimeter und ist 1,2-mal so lang wie breit. 
Die zwittrigen, radiärsymmetrischen Blüten weisen einen Durchmesser von 2,5 bis 5 Zentimeter auf. Es sind meist sechs Kelchblätter vorhanden. Es sind viele spiralig angeordnete Kronblätter vorhanden. Die neun bis 28 Narbenstrahlen enden 1 bis 3 Millimeter vor dem Rand der Narbenscheibe. Die Bestäubung erfolgt durch Insekten, meist Käfer.
Die Blütezeit reicht von Mai bis August.
Die meist grünen Früchte sind 2 bis 5 cm groß. Die Samen sind 3 bis 6 mm groß.

## Vorkommen
Die Amerikanische Teichrose kommt im östlichen und zentralen Nordamerika, in Mexiko und Kuba in Seen, Teichen, langsam fließenden Gewässern und Quellfluren in Höhenlagen von 0 bis 450 Metern vor.

## Systematik
Man kann folgende Unterarten unterscheiden:
- Nuphar advena (Aiton) W.T. Aiton subsp. advena: Sie kommt im östlichen Kanada, in den zentralen und östlichen Vereinigten Staaten, in Mexiko und in Kuba vor.[1]
- Nuphar advena subsp. orbiculata (Small) Padgett (Syn.: Nuphar orbiculata (Small) Standl.): Sie kommt im südöstlichen Alabama, im südlichen Georgia und im nördlichen Florida vor.[1]
- Nuphar advena subsp. ozarkana (G.S. Mill. & Standl.) Padgett (Syn.: Nuphar ozarkana (G.S. Mill. & Standl.) Standl.): Sie kommt im südlichen Missouri, in Oklahoma und im nördlichen Arkansas vor.[1]
- Nuphar advena subsp. ulvacea (G.S. Mill. & Standl.) Padgett (Syn.: Nuphar ulvacea (G.S. Mill. & Standl.) Standl.): Sie kommt nur im Santa Rosa County in Florida vor.[1]

## Nutzung
Die Amerikanische Teichrose wird selten als Zierpflanze in Gartenteichen genutzt. Sie seit 1772 oder 1802 in Kultur.